# 메시에 71
메시에 71(영어: Messier 71, M71)은 화살자리에 있는 구상 성단이다. 지구로부터의 거리는 12,000 광년이며, 겉보기 등급은 +8.5이다. NGC 목록에서는 NGC 6838로 올라와 있다.

## 같이 보기
- 메시에 천체 목록